# Lijst van Dancesmashes in 2019
Deze hits werden in 2019 Dancesmash op Radio 538.
| Nr.  | Bekendgemaakt op | Artiest                                                                             | Titel                                | Hoogste positie in 538 Top 50 | Aantal Weken | Aantal Punten |
| ---- | ---------------- | ----------------------------------------------------------------------------------- | ------------------------------------ | ----------------------------- | ------------ | ------------- |
| 1286 | 4 januari        | Kris Kross Amsterdam ft. Maan, Tabitha & Bizzey                                     | Hij is van mij                       | 1(8wk)                        | 28           | 960           |
| 1287 | 11 januari       | Calvin Harris & Rag'n'Bone Man                                                      | Giant                                | 3                             | 20           | 605           |
| 1288 | 18 januari       | Sevenn                                                                              | Lollipop                             | 49                            | 1            | 2             |
| 1289 | 25 januari       | Keanu Silva                                                                         | King Of My Castle (Don Diablo edit)  | 34                            | 4            | 42            |
| 1290 | 1 februari       | The Prince Karma                                                                    | Later Bitches                        | Geen notering                 | 0            | 0             |
| 1291 | 8 februari       | The Chainsmokers & 5 Seconds of Summer                                              | Who Do You Love                      | 9                             | 10           | 258           |
| 1292 | 15 februari      | Lucas & Steve                                                                       | Say Something                        | 30                            | 6            | 96            |
| 1293 | 22 februari      | Martin Garrix ft. Bonn                                                              | No Sleep                             | 8                             | 25           | 767           |
| 1294 | 1 maart          | Khalid                                                                              | Talk                                 | 19                            | 13           | 311           |
| 1295 | 8 maart          | Sunnery James & Ryan Marciano x Bruno Martini ft. Mayra                             | Shameless                            | 39                            | 3            | 32            |
| 1296 | 15 maart         | Marshmello & CHVRCHES                                                               | Here with Me                         | 13                            | 15           | 436           |
| 1297 | 22 maart         | Showtek ft. Leon Sherman                                                            | Listen to Your Momma                 | Geen notering                 | 0            | 0             |
| 1298 | 29 maart         | Armin van Buuren x Lucas & Steve ft. Josh Cumbee                                    | Don't Give Up on Me                  | 25                            | 7            | 125           |
| 1299 | 5 april          | The Galaxy                                                                          | The Galaxy                           | 43                            | 3            | 18            |
| 1300 | 12 april         | Avicii & Aloe Blacc                                                                 | SOS                                  | 1(2wk)                        | 23           | 873           |
| 1301 | 19 april         | Jax Jones & Martin Solveig present Europa with Madison Beer                         | All Day and Night                    | 25                            | 13           | 172           |
| 1302 | 26 april         | Martin Garrix ft. Macklemore & Patrick Stump                                        | Summer Days                          | 14                            | 15           | 343           |
| 1303 | 3 mei            | Armin van Buuren & Garibay                                                          | Phone Down                           | 35                            | 4            | 54            |
| 1304 | 10 mei           | Meduza ft. Goodboys                                                                 | Piece of Your Heart                  | 3                             | 27           | 940           |
| 1305 | 17 mei           | Kris Kross Amsterdam, Tabitha & Kraantje Pappie                                     | Moment                               | 3                             | 21           | 771           |
| 1306 | 24 mei           | David Guetta ft. Raye                                                               | Stay (Don't Go Away)                 | 23                            | 11           | 192           |
| 1307 | 31 mei           | Tiësto, Jonas Blue & Rita Ora                                                       | Ritual                               | 2                             | 28           | 1133          |
| 1308 | 7 juni           | The Chainsmokers ft. Bebe Rexha                                                     | Call You Mine                        | 19                            | 18           | 237           |
| 1309 | 14 juni          | Hardwell ft. Trevor Guthrie                                                         | Summer air                           | 41                            | 4            | 28            |
| 1310 | 21 juni          | Lucas & Steve x Deepend                                                             | Long Way Home                        | 20                            | 18           | 317           |
| 1311 | 28 juni          | Kygo x Whitney Houston                                                              | Higher Love                          | 6                             | 29           | 919           |
| 1312 | 5 juli           | R3hab x A Touch Of Class                                                            | All Around the World (La La La)      | 7                             | 20           | 608           |
| 1313 | 12 juli          | Dimitri Vegas & Like Mike & David Guetta & Daddy Yankee & Afro Bros & Natti Natasha | Instagram                            | 9                             | 20           | 617           |
| 1314 | 19 juli          | Armin van Buuren & Avian Grays ft. Jordan Shaw                                      | Something Real                       | 18                            | 26           | 516           |
| 1315 | 26 juli          | DJ Snake, J Balvin & Tyga                                                           | Loco Contigo                         | 4                             | 18           | 535           |
| 1316 | 2 augustus       | Brooks ft. Alida                                                                    | Waiting for Love                     | 43                            | 4            | 19            |
| 1317 | 9 augustus       | Sunnery James & Ryan Marciano ft. Dan McAlister                                     | In My Bones                          | 36                            | 4            | 35            |
| 1318 | 16 augustus      | David Guetta & Martin Solveig                                                       | Thing for You                        | 34                            | 3            | 33            |
| 1319 | 23 augustus      | Jax Jones & Bebe Rexha                                                              | Harder                               | 38                            | 5            | 46            |
| 1320 | 30 augustus      | Martin Garrix ft. Bonn                                                              | Home                                 | 16                            | 20           | 379           |
| 1321 | 6 september      | YouNotUs, Janieck & Senex                                                           | Narcotic                             | 18                            | 23           | 399           |
| 1322 | 13 september     | Sam Feldt ft. Rani                                                                  | Post Malone                          | 3                             | 24           | 731           |
| 1323 | 20 september     | Tiësto & Mabel                                                                      | God Is a Dancer                      | 7                             | 21           | 642           |
| 1324 | 27 september     | Riton & Oliver Heldens ft. Vula                                                     | Turn Me On                           | 32                            | 10           | 152           |
| 1325 | 4 oktober        | Zedd & Kehlani                                                                      | Good Thing                           | 34                            | 4            | 52            |
| 1326 | 11 oktober       | Lucas & Steve ft. Haris                                                             | Perfect                              | 5                             | 33           | 766           |
| 1327 | 18 oktober       | Meduza x Becky Hill x Goodboys                                                      | Lose Control                         | 11                            | 29           | 723           |
| 1328 | 25 oktober       | Armin van Buuren ft. Ne-Yo                                                          | Unlove You                           | 26                            | 12           | 180           |
| 1329 | 1 november       | Martin Garrix & Dean Lewis                                                          | Used to Love                         | 4                             | 25           | 812           |
| 1330 | 8 november       | Regard                                                                              | Ride It                              | 4                             | 29           | 791           |
| 1331 | 15 november      | Endor                                                                               | Pump It Up                           | 37                            | 4            | 40            |
| 1332 | 22 november      | Billie Eilish                                                                       | Everything I Wanted                  | 8                             | 14           | 360           |
| 1333 | 29 november      | R3hab, Zayn & Jungleboi                                                             | Flames                               | 29                            | 6            | 72            |
| 1334 | 6 december       | The Chainsmokers & Kygo                                                             | Family                               | 23                            | 18           | 304           |
| 1335 | 13 december      | Tiësto ft. Stevie Appleton                                                          | Blue                                 | 34                            | 6            | 62            |
| 1336 | 20 december      | Avicii ft. MishCatt                                                                 | Fades Away (Tribute Concert Version) | 39                            | 3            | 27            |
| 1337 | 27 december      | Alan Walker & Ava Max                                                               | Alone, Pt. II                        | 2                             | 30           | 896           |

1994 ·
1995 ·
1996 ·
1997 ·
1998 ·
1999 ·
2000 ·
2001 ·
2002 ·
2003 ·
2004 ·
2005 ·
2006 ·
2007 ·
2008 ·
2009 ·
2010 ·
2011 ·
2012 ·
2013 ·
2014 ·
2015 ·
2016 ·
2017 ·
2018 ·
2019 ·
2020 ·
2021 ·
2022 ·
2023 ·
2024 ·
2025